# Centralorganisationen Søfart
Centralorganisationen Søfart (CO-Søfart) er en kartellignende sammenslutning mellem Metal Maritime, FOA Søfart, Centralforeningen for Stampersonel, Dansk El-Forbund, Serviceforbundet og Metal Vest.
CO-Søfart blev stiftet af Dansk Sø-Restaurations Forening og Metal Søfart 1. juli 2005 og 1. september 2009 blev Søværnets Konstabelforening optaget i CO-Søfart. Pr. 1. november 2011 indtrådte Fag og Arbejde's Søfartsgruppe (FOA Søfart) i CO-Søfart. Den 1. april 2012 indtrådte Dansk El-Forbund i CO-Søfart. Pr. 1. december 2014 indtrådte Serviceforbundet.
Samlet repræsenterer CO-Søfart den væsentlig del af de søfarende i den danske handelsflåde, både officerer og menige; desuden mellemledere og den manuelle gruppe i Søværnet.
Dansk Sø-Restaurations Forening fusionerede i januar 2011 med Dansk Metal, hvorefter hele det maritime område i Dansk Metal, herunder Metal Søfart, blev samlet i en afdeling ved navn Dansk Metals Maritime Afdeling (DMMA) - denne afdeling ændrede i 2017 navn til Metal Maritime. Denne er fortsat medlem af Centralorganisationen Søfart. Den 1. januar 2016 fusionerede Søværnets Konstabelforening med Centraforeningen for Stampersonel, som derefter indtrådte i CO-Søfart.
CO-Søfart består således af Metal Maritime, FOA Søfart, Dansk El-Forbund, Serviceforbundet, Metal Vest og Centralforeningen for Stampersonel. 
De seks organisationer optræder som en enhed ved forhandlinger og i forbindelse med besættelse af poster i nævn, udvalg og lignende. De er adskilte for så vidt gælder: Hovedorganisationer, foreningsbestyrelse, kontingent, a-kasse, underskrivelse af overenskomster.

## Bestyrelse
Formand for CO-Søfart er A. Ole Philipsen fra Metal Maritime. 